# Камподоро
Камподоро (итал. Campodoro) — коммуна в Италии, располагается в провинции Падуя области Венеция.
Население составляет 2170 человек, плотность населения составляет 197 чел./км². Занимает площадь 11 км². Почтовый индекс — 35010. Телефонный код — 049.
Покровительницей коммуны почитается святая Маргарита, празднование в четвёртое воскресенье августа.